# Kronenburg (Dossenheim)
Als Kronenburg (eigentlich korrekt Altes Schlössel) wird der Burgstall einer Mehrfachburg bei Dossenheim im Rhein-Neckar-Kreis im Nordwesten Baden-Württembergs an der badischen Bergstraße bezeichnet.

## Lage

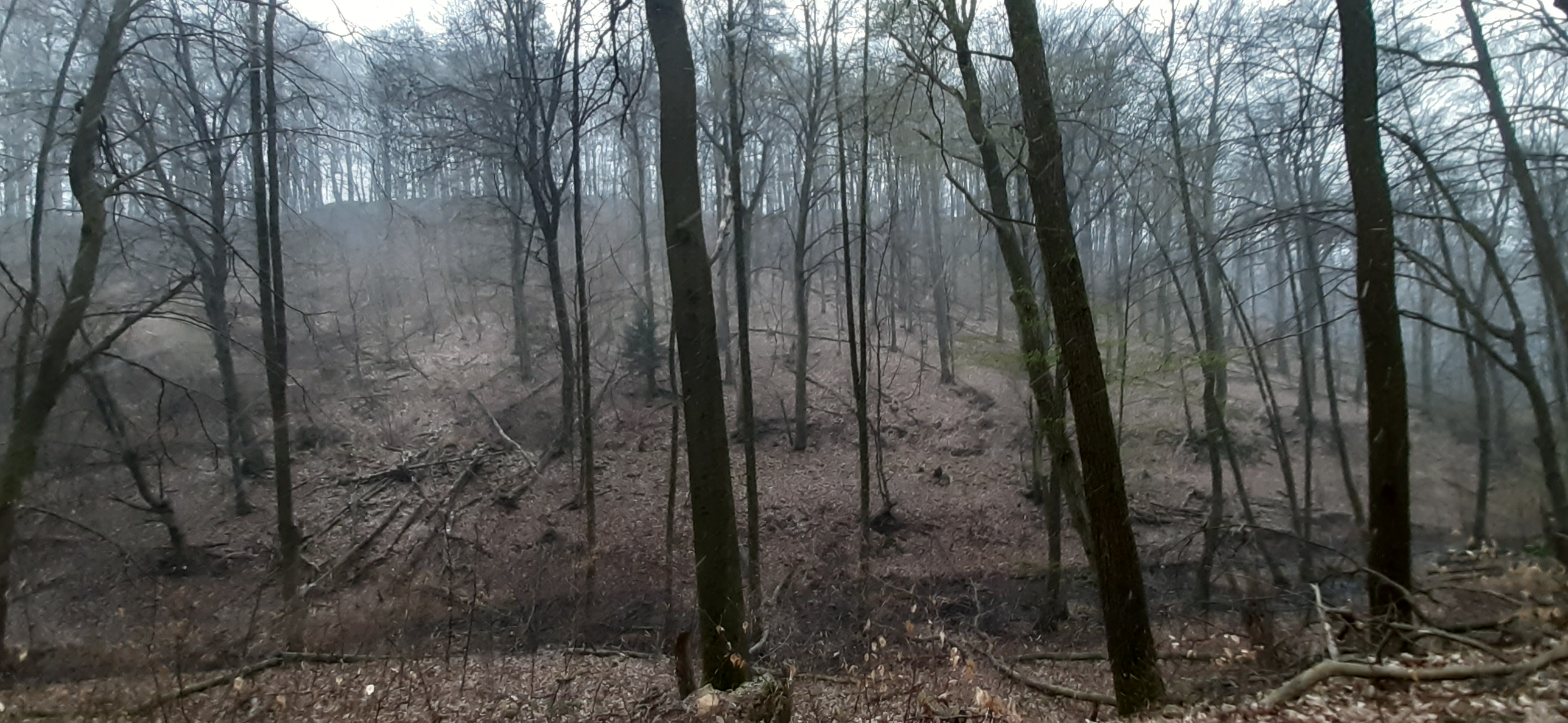
Schnee- und nebelverhangener Blick auf den Sporn der Burganlage aus dem nördlichen Mühlbachtal. Die Anlage nimmt die komplette Länge des Bergsporns ein.

Die Überreste der Höhenburganlage liegen in etwa 300 Metern Höhe auf einem Sporn im Odenwald, der das Dossenheimer Mühltal im Westen zerteilt und nördlich und südlich von zwei Quellbächen umflossen wird. Im Tal südlich verläuft ein alter Weg ins Neckar- und Steinachtal. Nicht weit entfernt im Nordwesten liegt die Schauenburg, die Ruinen des sogenannten Mauersechsecks befinden sich südwestlich im Gewann „im Wolfsgrund“.

## Geschichte
Die Burgengruppe konnte bislang nicht historisch eingeordnet werden. Vermutungen, dass es sich um Vorgängerbauten der Schauenburg handelt, konnten bisher nicht belegt werden. Urkundliche Erwähnungen existieren nicht.
Teilweise wird die Auffassung vertreten, dass die Burg eine frühmittelalterliche Gründung war, die als eine der wenigen Anlagen in eine Adelsburg umgebaut wurde.
Der Baubefund lässt auf das 11. oder frühe 12. Jahrhundert schließen. Der Name Kronenburg entstammt einer fälschlichen Zuordnung aus der Mitte des 19. Jahrhunderts durch den Dossenheimer Pfarrer Wolf, der die Burg mit den Herren von Kronenburg in Verbindung brachte, die jedoch erst Besitz in und um Dossenheim erwarben, als die Burg längst verfallen war. Leider ist von da an der Name für die Burg in die Literatur eingegangen. Der traditionelle Name ist Altes Schlössel und nicht zu verwechseln mit dem ehemaligen Schlössel in der Dossenheimer Altstadt.

## Anlage

### Spornburg

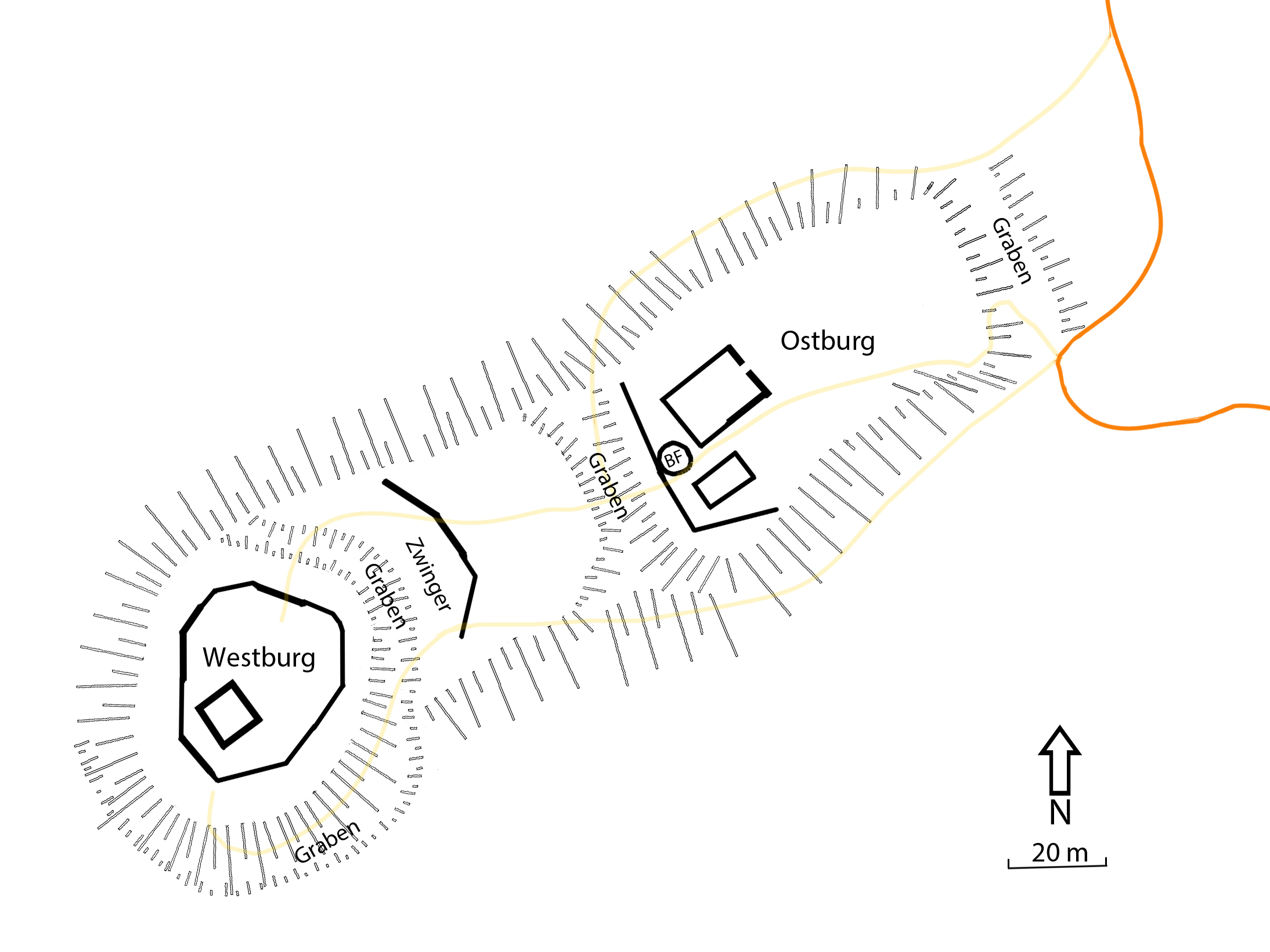
Schematischer Grundriss der Burgruine

Von den Bauwerken haben sich nur spärliche Überreste erhalten. Die künstliche Formung des heute baumbewachsenen Geländes zeichnet sich aber deutlich ab.
Wie die Randenburg im Spessart, die Ehrenburg am Edersee, die Burg Eberbach am Neckarknie und in Teilen auch die noch kaum erforschte Burgschell im Odenwald ist sie eine mehrfach gegliederte Burg oder aus mehreren Einzelburgen bestehende Anlage auf einem Bergsporn mit früher Zeitstellung für den Burgenbau in der jeweiligen betreffenden Region.
Die West-Ost (Sporn-Bergseite) ausgerichtete Anlage ist dreigliedrig und jeweils mit einem Halsgraben voneinander und zur Bergseite getrennt.
Die beiden Teilburgen auf dem polygonalen Plateau weisen Durchmesser von je etwa 40 Metern auf. In den 1930er Jahren wurden die Fundamente der Ringmauern freigelegt. Darin zeichnete sich die Grundmauern eines Gebäudes ab. Zwischen den beiden Burgen gefundene Mauerreste werden teilweise als Vorburg interpretiert. Die Burganlage hatte mit Dimensionen von ca. 220 × 60 m eine Fläche von etwa 1,3 ha.
Da sich keinerlei Hinweise auf Buckelquader in den Ruinen finden, die im Odenwald spätestens Ende des 12. Jahrhunderts geläufig sind, lässt sich dies gut zur spätesten Datierung der Burg heranziehen.

### Ostburg
Die Ostburg ist vom Sattel durch zwei Vorwälle und einen tiefen Halsgraben getrennt. Im Norden und Westen ist sie von einem kleinen Wall umgeben, der sich bis zum Bau einer Forststraße wahrscheinlich im Süden fortsetzte. Von der Ringmauer sind nur noch lose Schuttwälle vorhanden. Auf dem polygonalen Plateau mit 60 Metern Länge und 45 Metern Breite deuten sich im Westen die Grundrisse eines Rundbaus, eines von Suchgrabungen zerwühlten Gebäudes und einer Grube an. Bei dem vermuteten Gebäude im Süden, das auf einer etwa einem Meter tiefer gelegenen Terrasse liegt, finden sich oberirdisch noch zahlreiche Ziegelscherben einer möglichen Bedachung. Die südlich gelegene Burgmauer ist heute nur durch einen kleinen Abbruch sichtbar. In einem hier verlaufenden Fußpfad finden sich jedoch neben Steinhäufungen der abgebrochenen Ringmauer auch Ziegelstücke, die die Annahme einer Randbebauung zulassen.

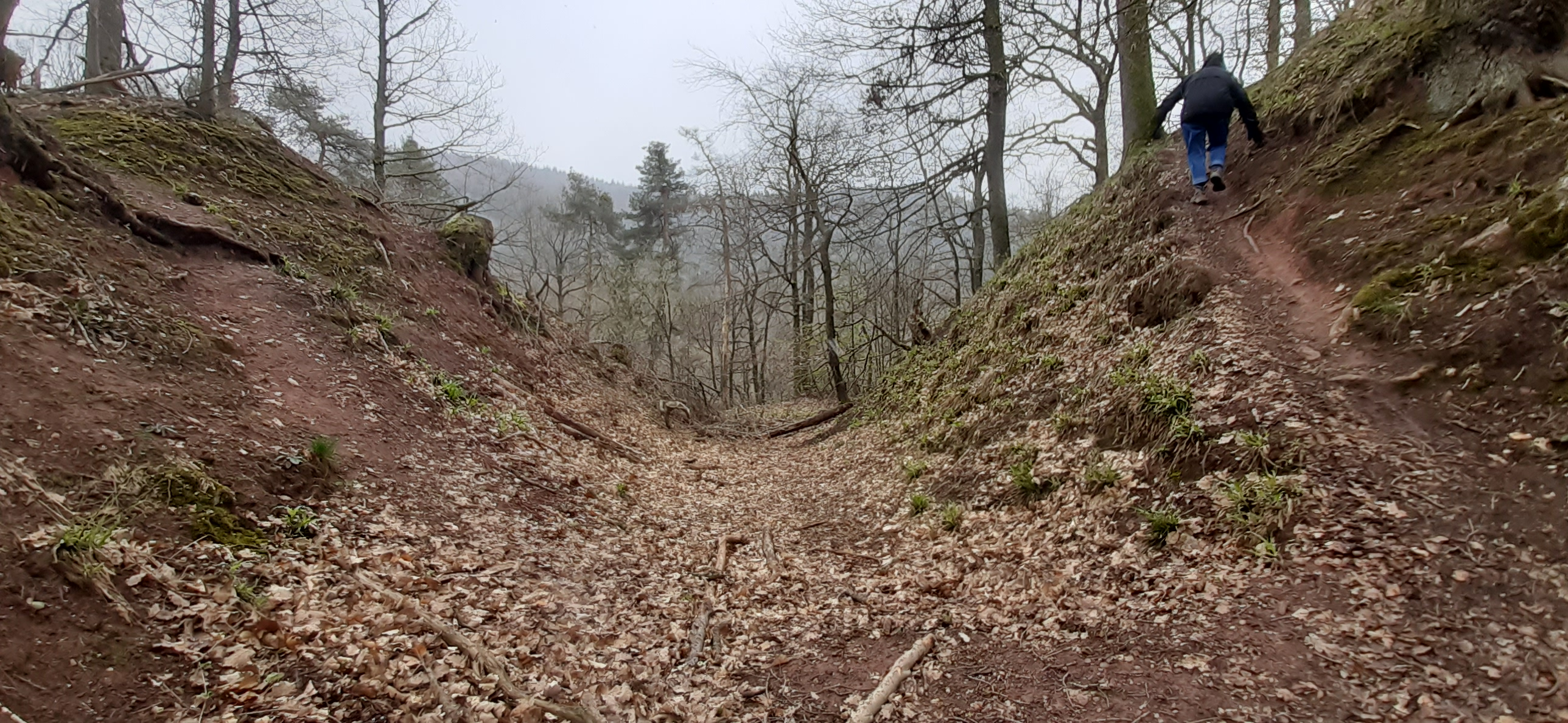
Nördlichster Halsgraben als Schutz gegen den Berghang. Aufstieg zum Plateau der Ostburg
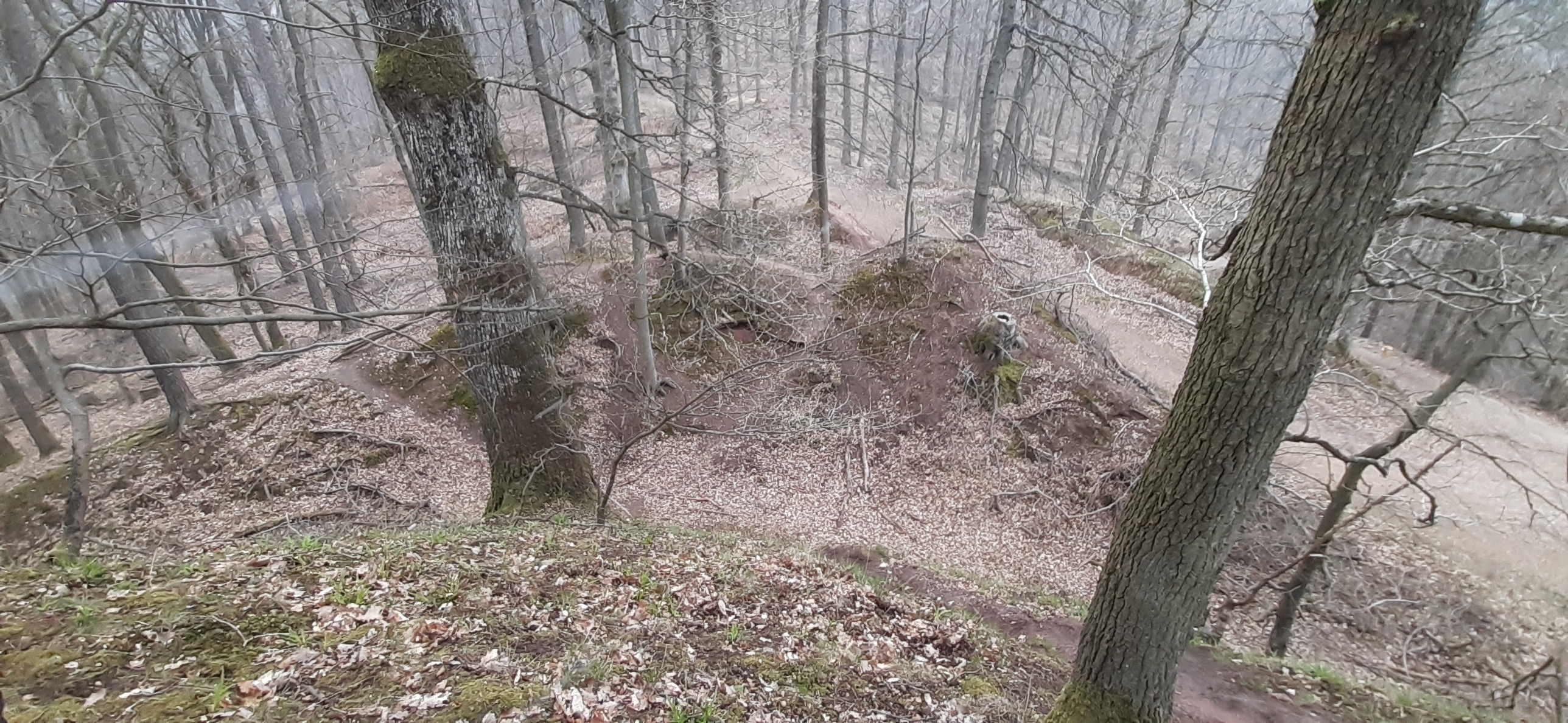
Blick nach Nordosten über den Halsgraben gegen den Berghang. Davor neuzeitlicher Forstweg.
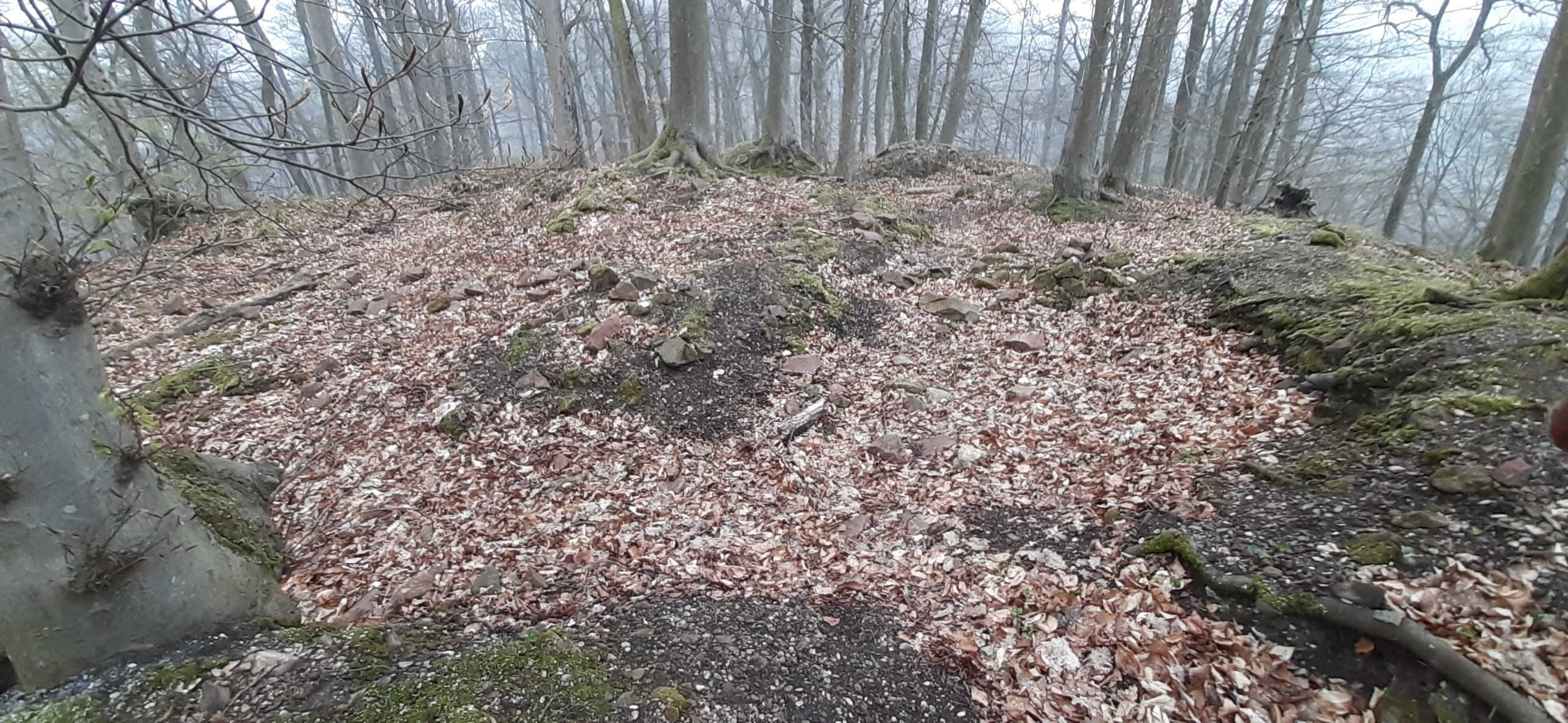
Ostburg; Vertiefung im nördlichen Teil (Turm?)
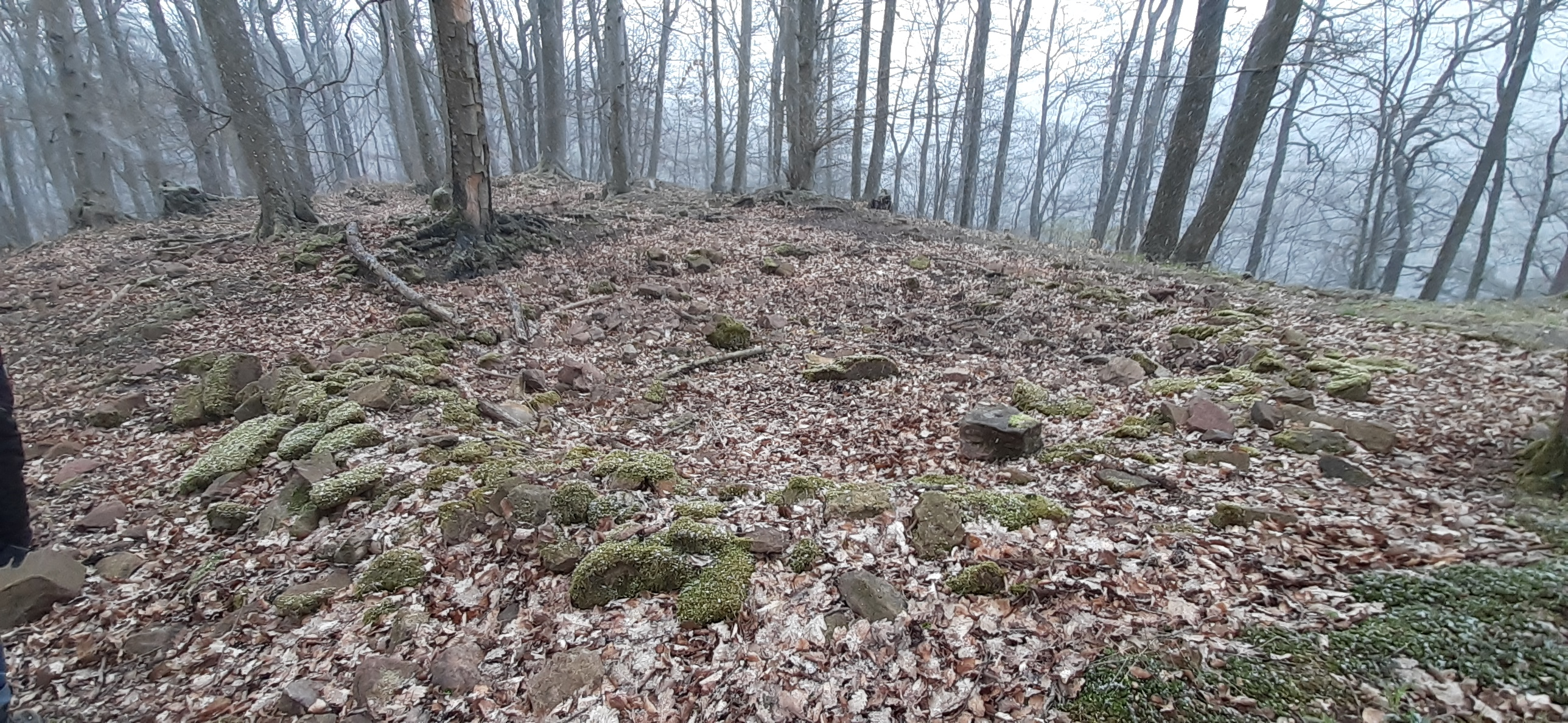
Grundmauerreste eines Gebäudes im nördlichen Teil der Ostburg
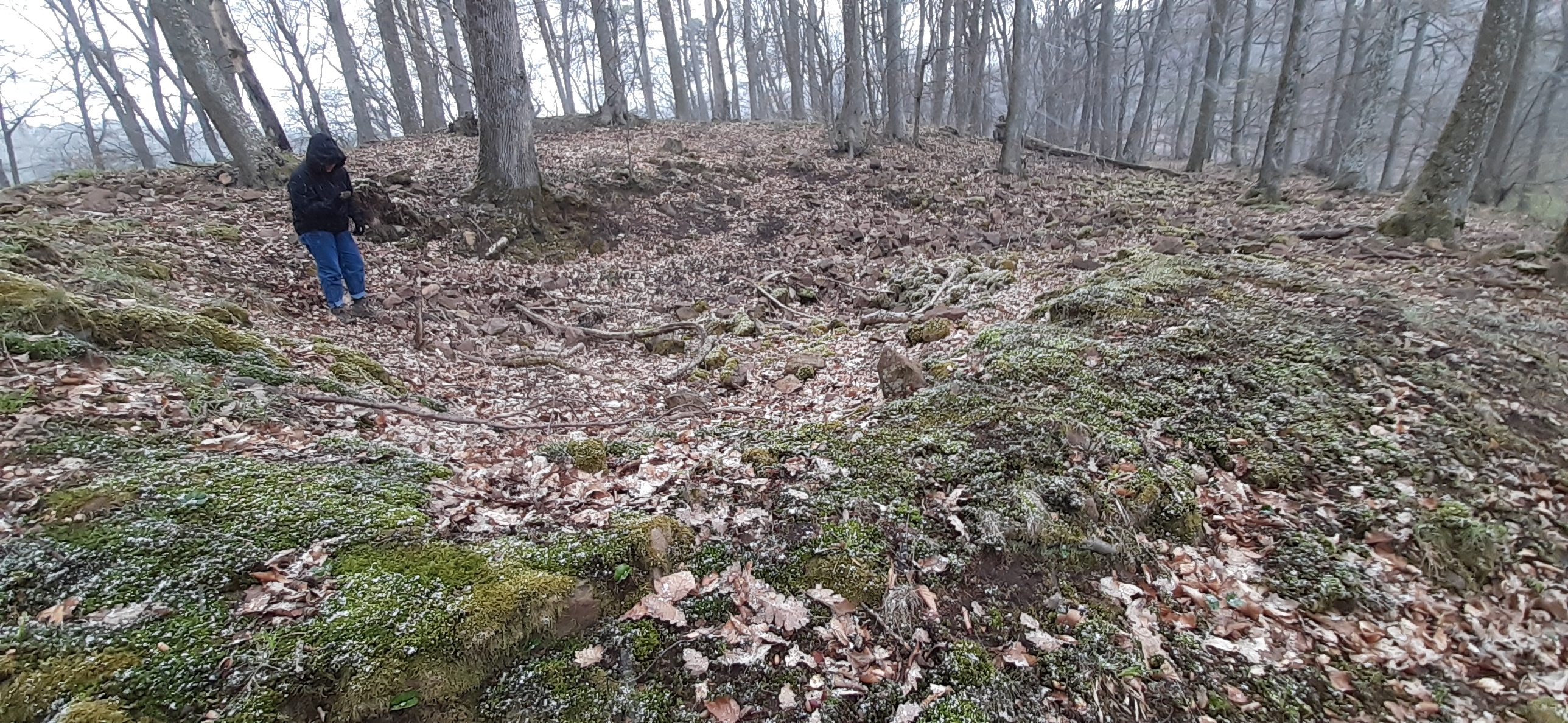
Reste eines Gebäudes auf der südlich leicht tieferliegenden Terrasse der Ostburg
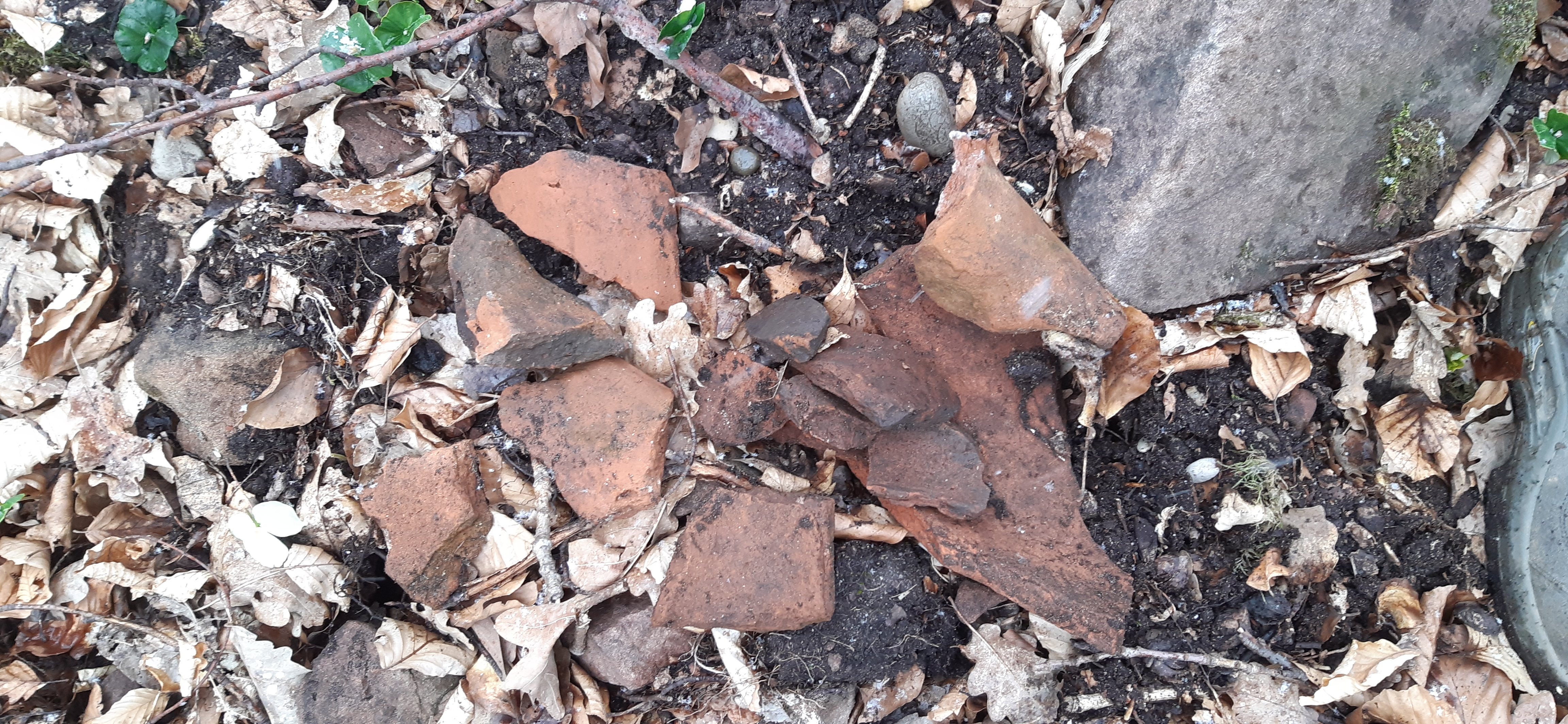
Dachziegelreste am selben Platz mit rundem Spielstein mit Markierungen
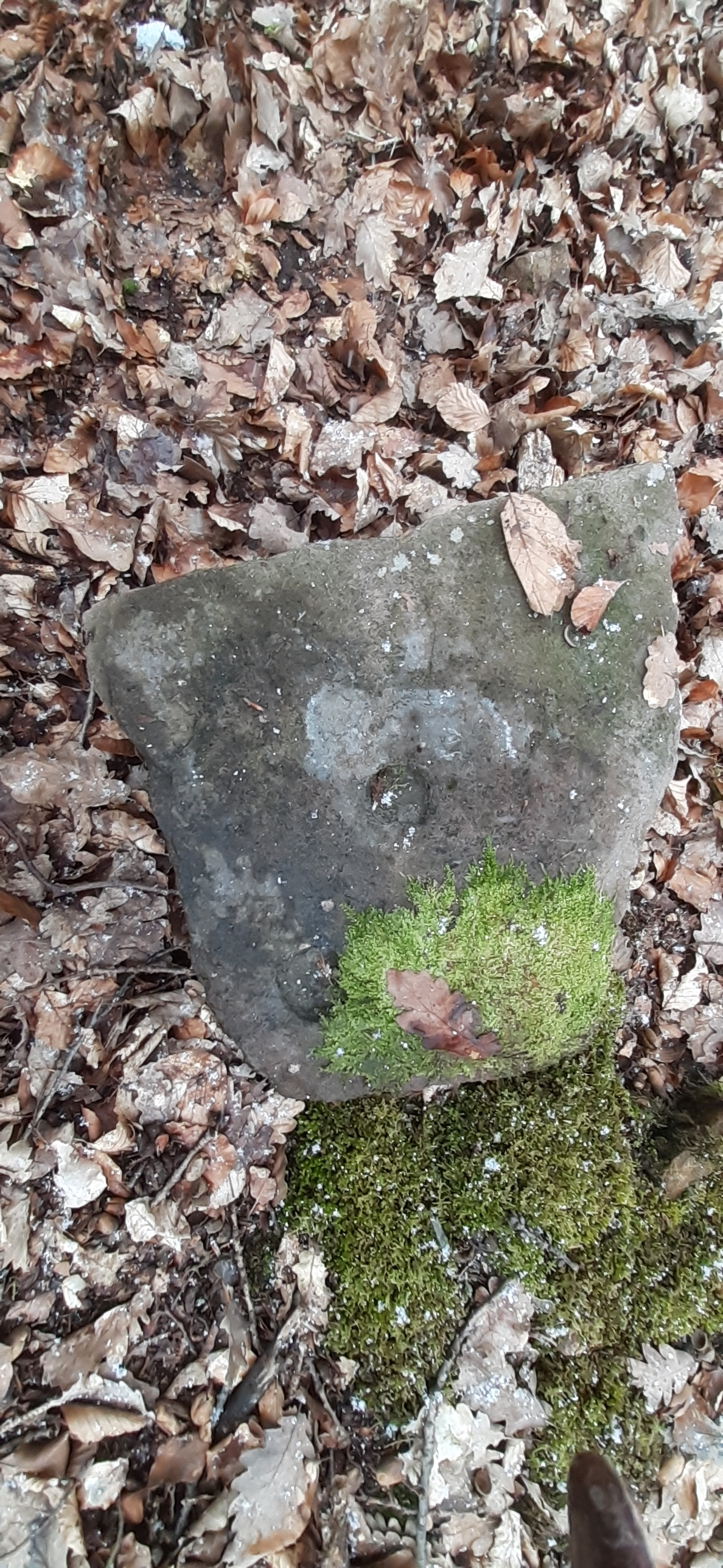
Stein mit 2 künstlichen Vertiefungen

### Westburg
Etwa 30 Meter westlich liegt etwas tiefer die Westburg. Sie war allseitig von einem Ringraben umgeben. Dieser ist im Norden nur noch als Terrassenstufe sichtbar, nach Osten zum mittleren Teil als bogenförmiger Halsgraben ausgebaut, der, noch sichtbar, zu beiden Seiten komplett befestigt war. Auf dem Burgplateau sind im Westen an der Spornseite deutlich zwei noch vorhandene Eckmauern des Gebäudes sichtbar, das wohl aus mindestens zwei Räumen bestanden haben muss. Der große Restteil der Steinsetzung liegt als lose Ansammlung in einem rechteckigen Grundriss, der in jüngerer Zeit durch Besucher umgeschichtet bzw. zerstört wurde. Erosion zu den drei Spornseiten tut ein Übriges. Das westlichste Gebäudeteil muss sich an die Spornseite der Ringmauer angelehnt haben, während sich zum Halsgraben deutliche Steinreste einer weiteren Bebauung finden. Möglicherweise war die Westburg nahezu komplett bebaut. Der Verlauf der polygonalen inneren Ringmauer ist noch deutlich sichtbar.

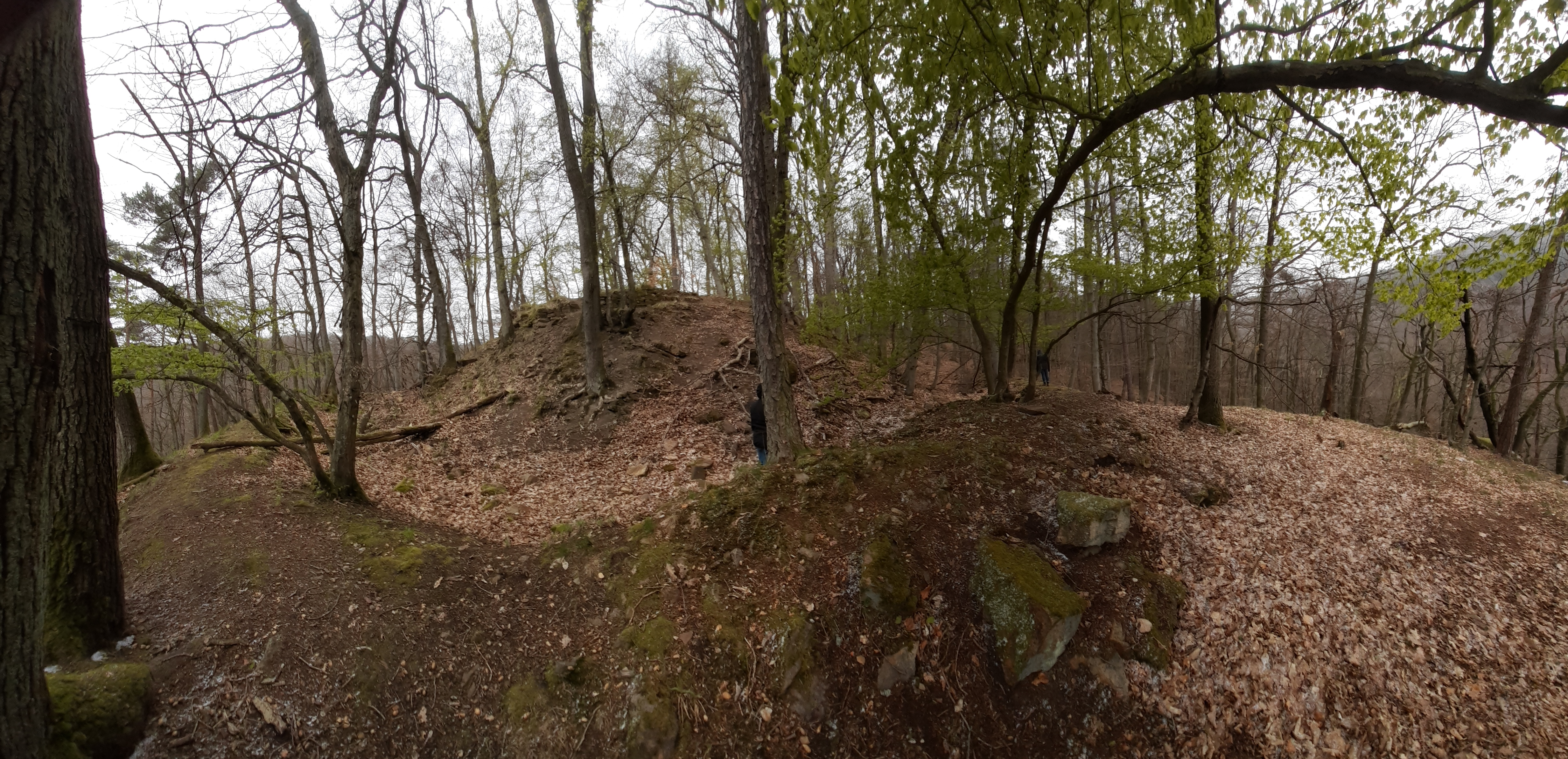
Spornende, Ringwall und Ringgraben mit Blick auf die Burgruine der Westburg
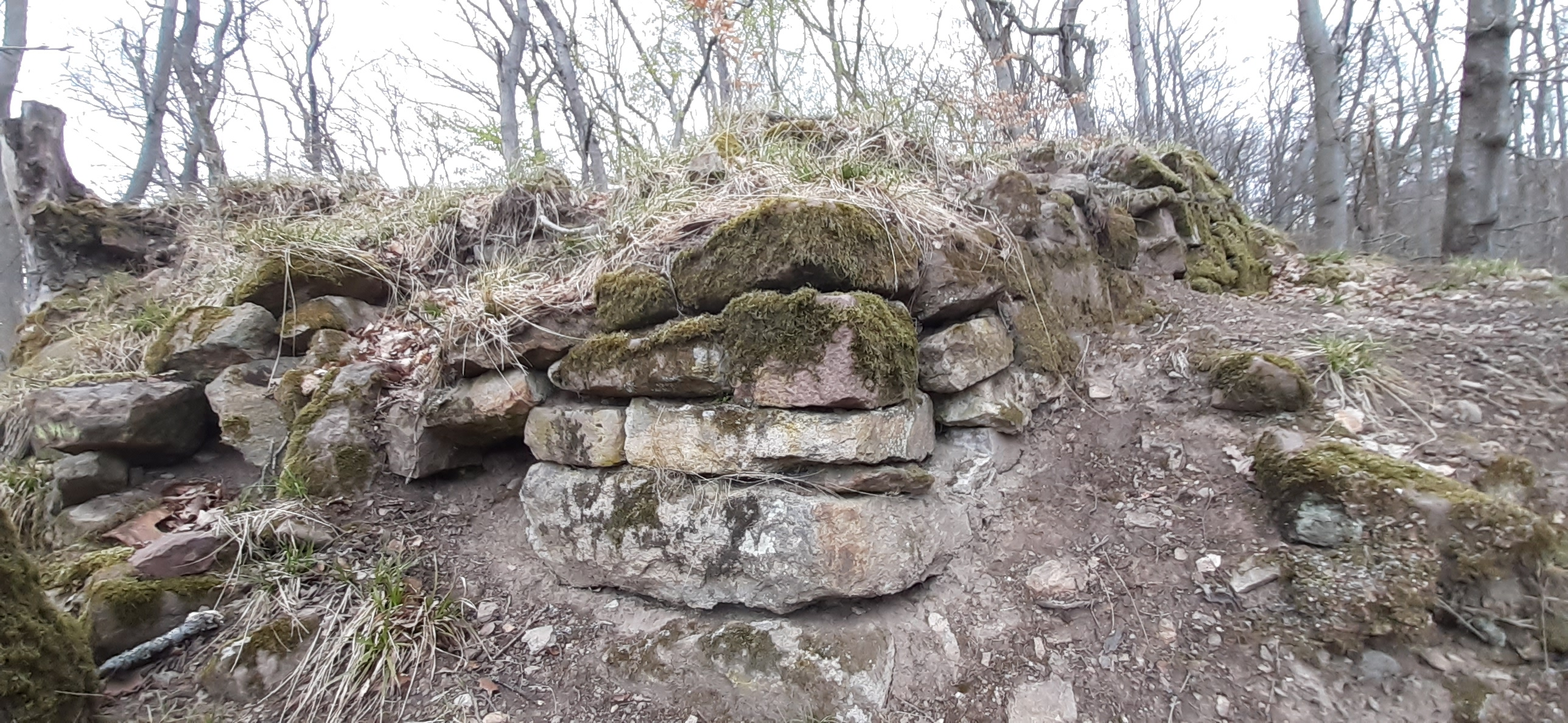
Südwestliche Mauerecke der inneren Ringmauer der Westburg
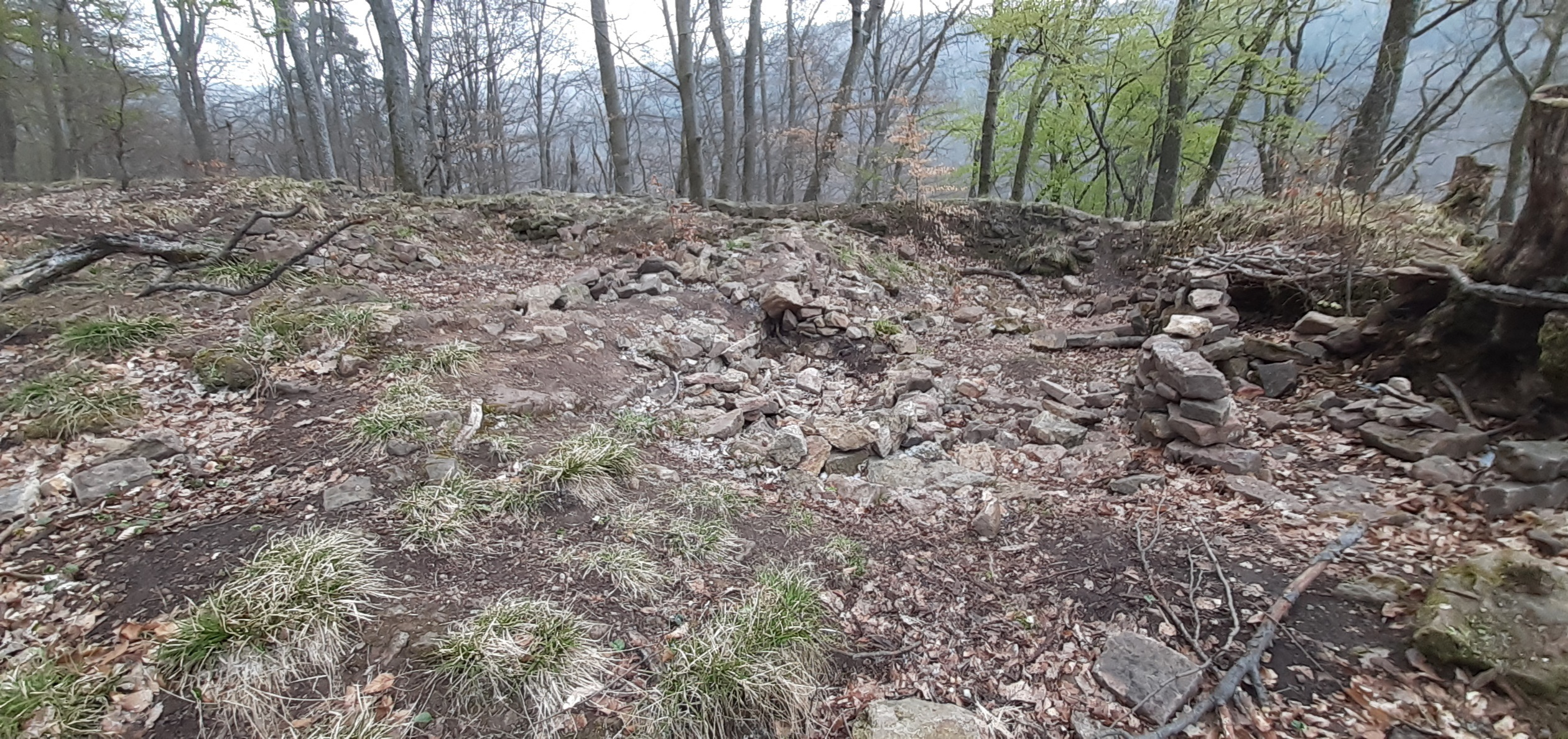
Zerwühltes Burgplateau der Westburg
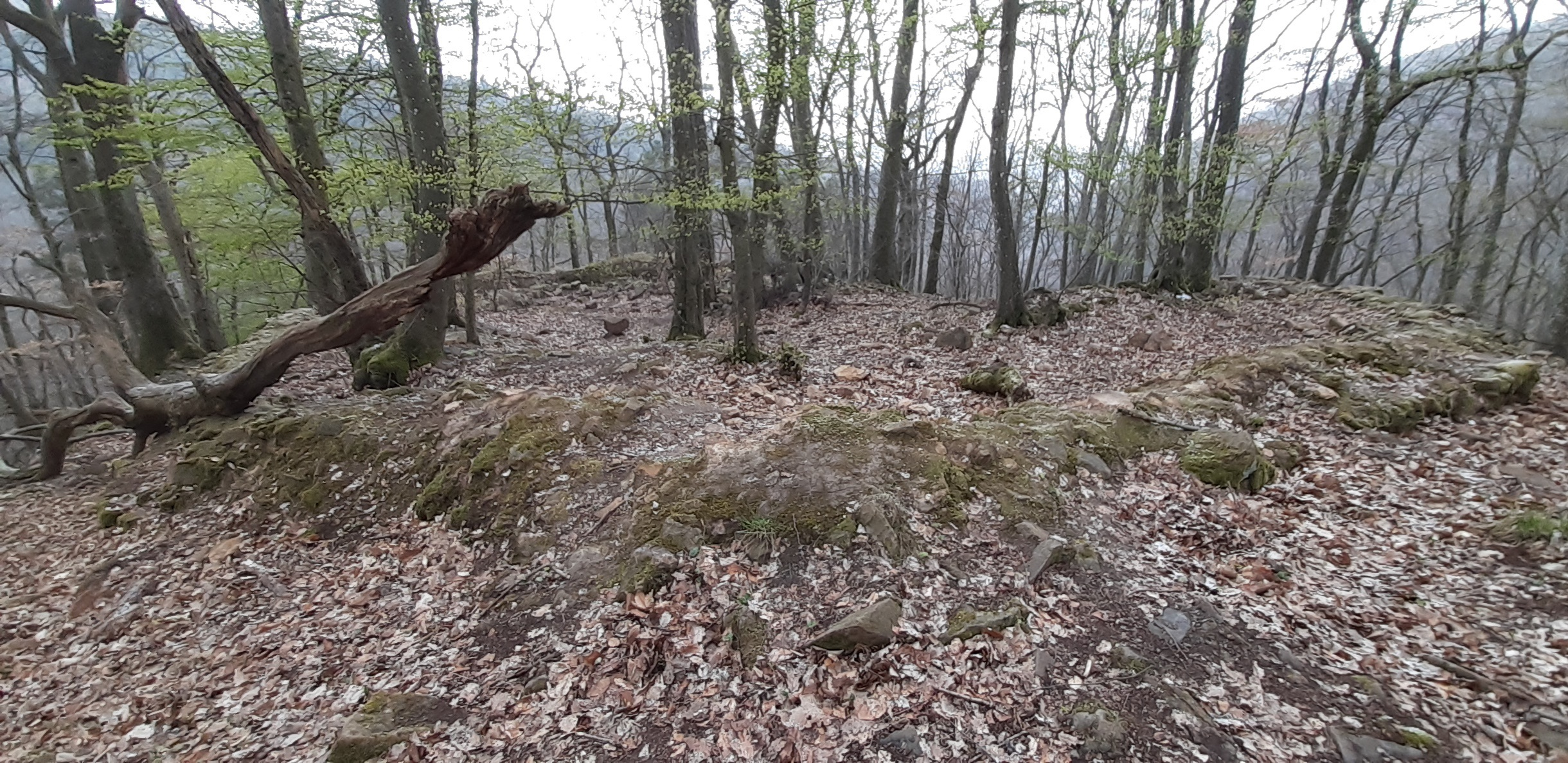
Plateau der Westburg von der südöstlichen Ecke aus gesehen
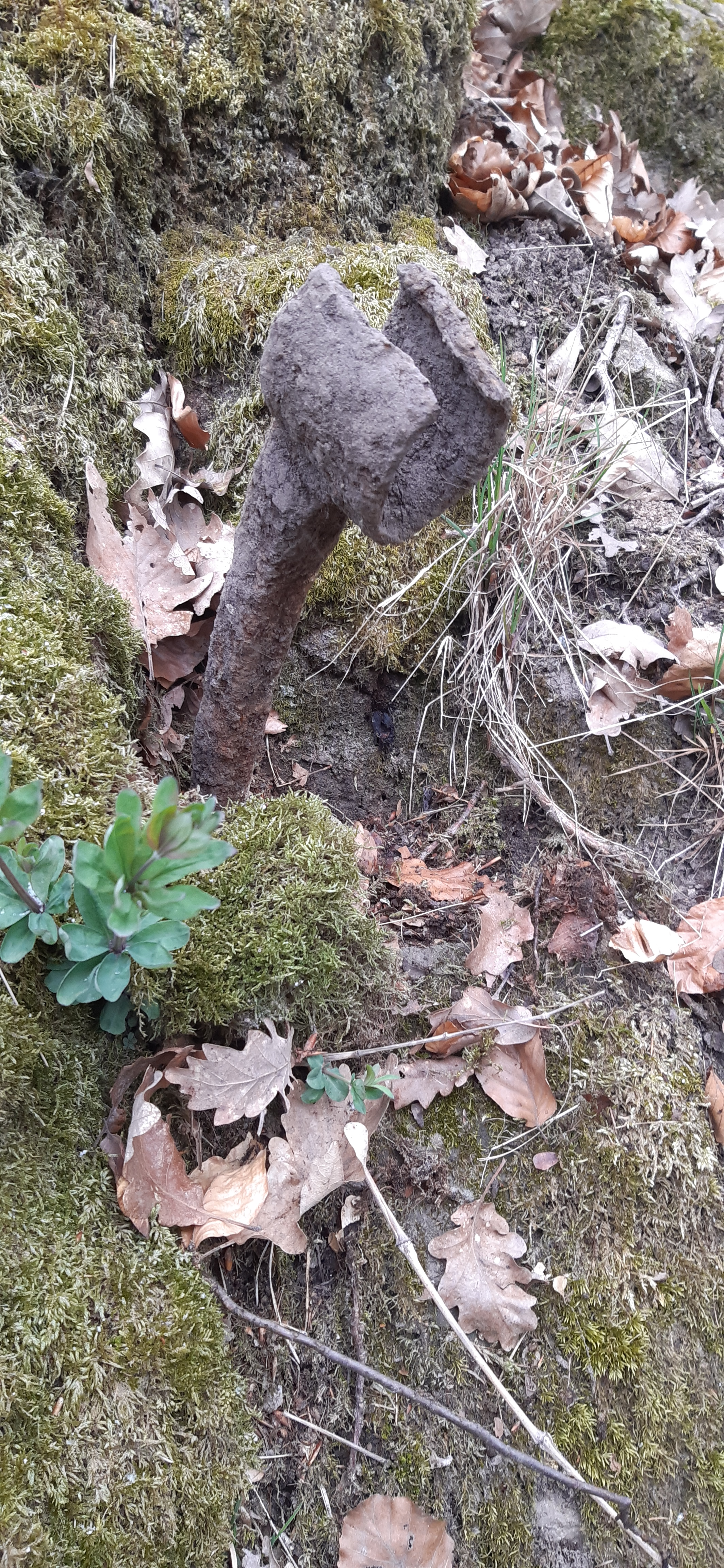
Raubgräberreste: Metallreste einer Spitzhacke

### Mittlerer Teil
Während auf der Spornseite (Westburg, Altes Schlössel genannt) deutliche Mauerspuren zum von der Westburg trennenden Halsgraben sichtbar sind, betrifft das für den mittleren Teil nur den halbkreisförmig verlaufenden Rand des Halsgrabens Richtung Westen und eine etwa Dutzend Meter vom Halsgraben entferntes den mittleren Teil Nord-Süd durchlaufendes Mauerstück. Es wird angenommen, dass sich dazwischen ein Zwinger befand. Schemenhaft ist aber noch die Ummauerung des gesamten mittleren Teils zu erahnen. Nur archäologische Untersuchungen könnten Auskunft über die Bedeutung des Mittelteils geben, ob es eine eigene Anlage beinhaltete oder nur als befestigter Zwischenteil West- und Ostburg trennte. Gebäudestrukturen lassen sich oberflächlich nicht feststellen.

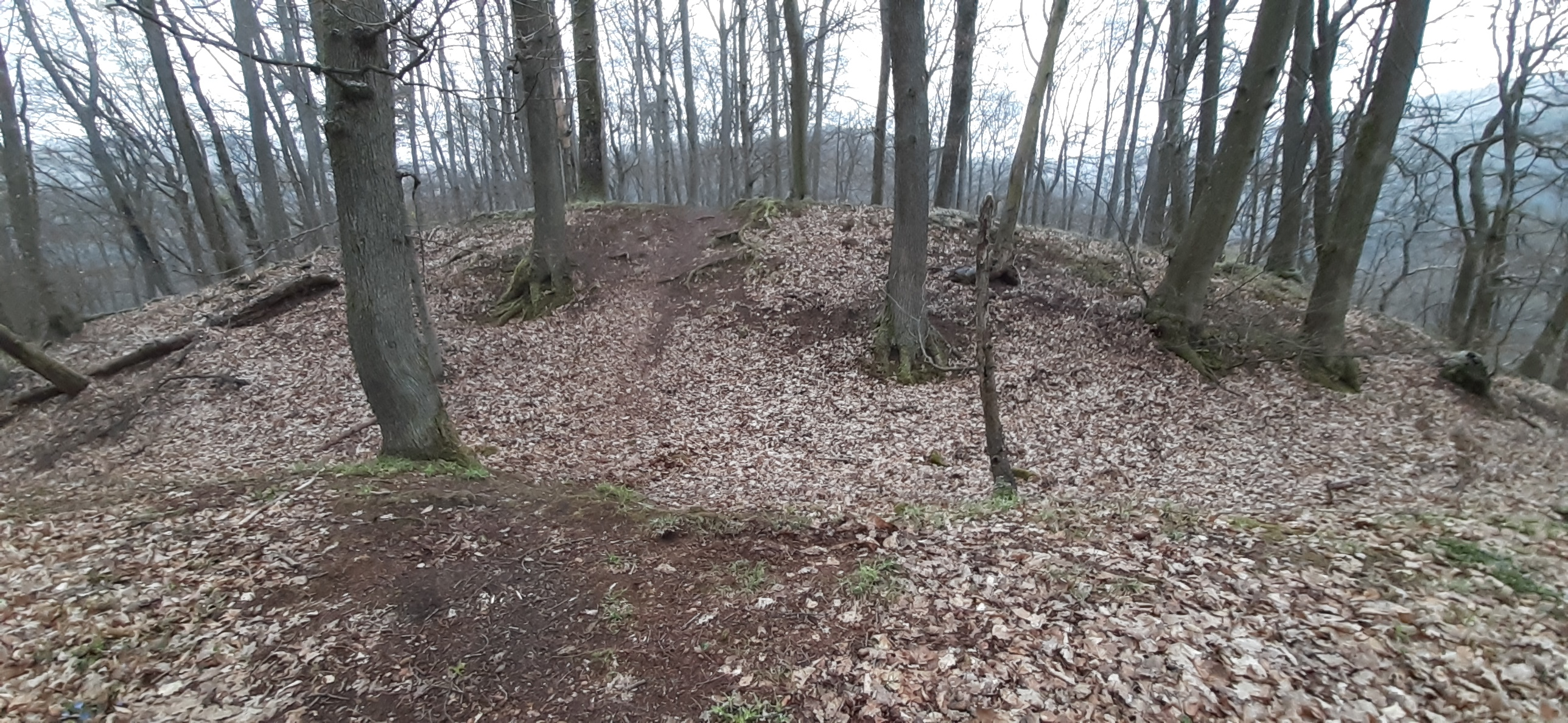
Blick vom Mittelteil der Burg über den verflachten Halsgraben zum höherliegenden Plateau der Ostburg
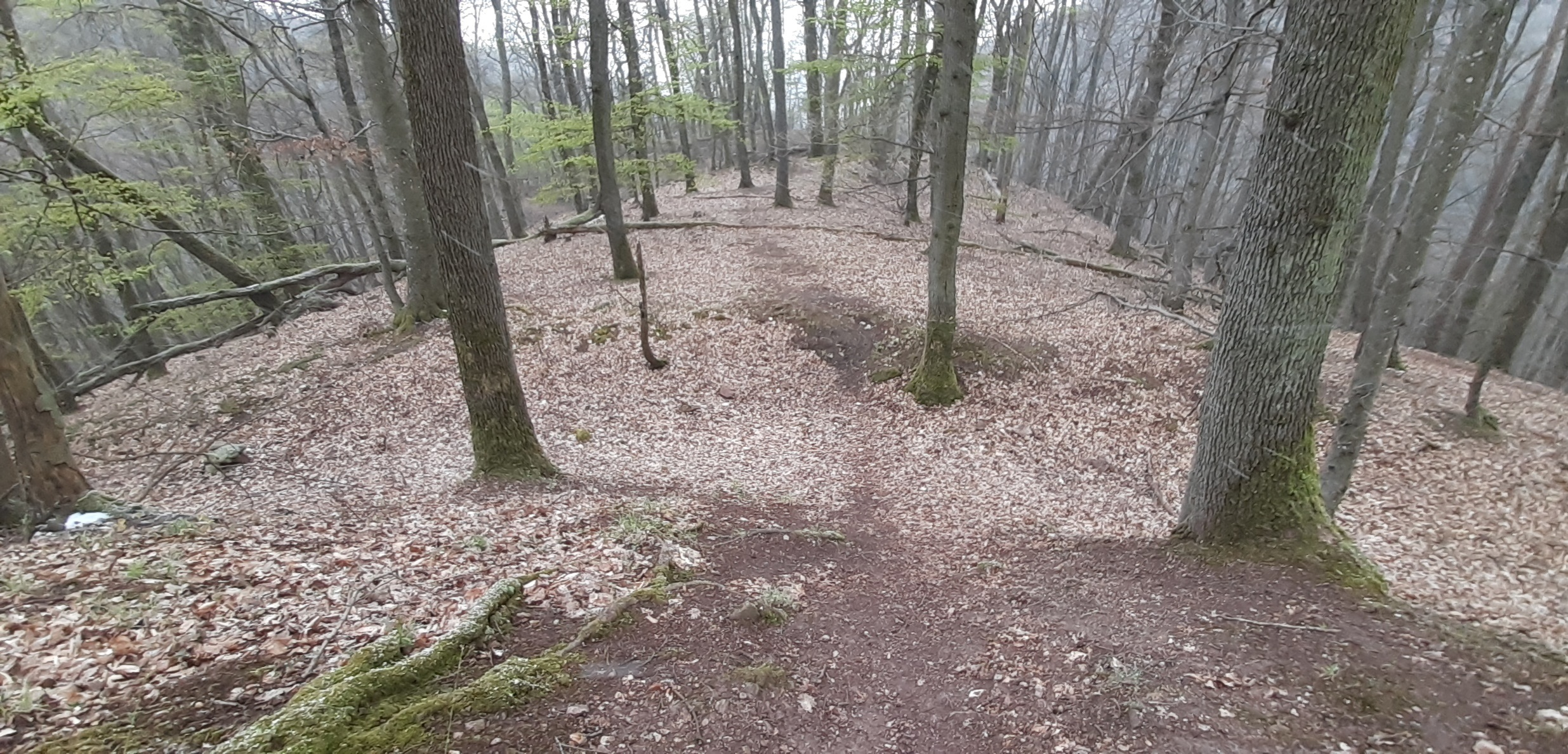
Blick von der Ostburg über den flachen Halsgraben und das Plateau der Mittelburg Richtung Westburg
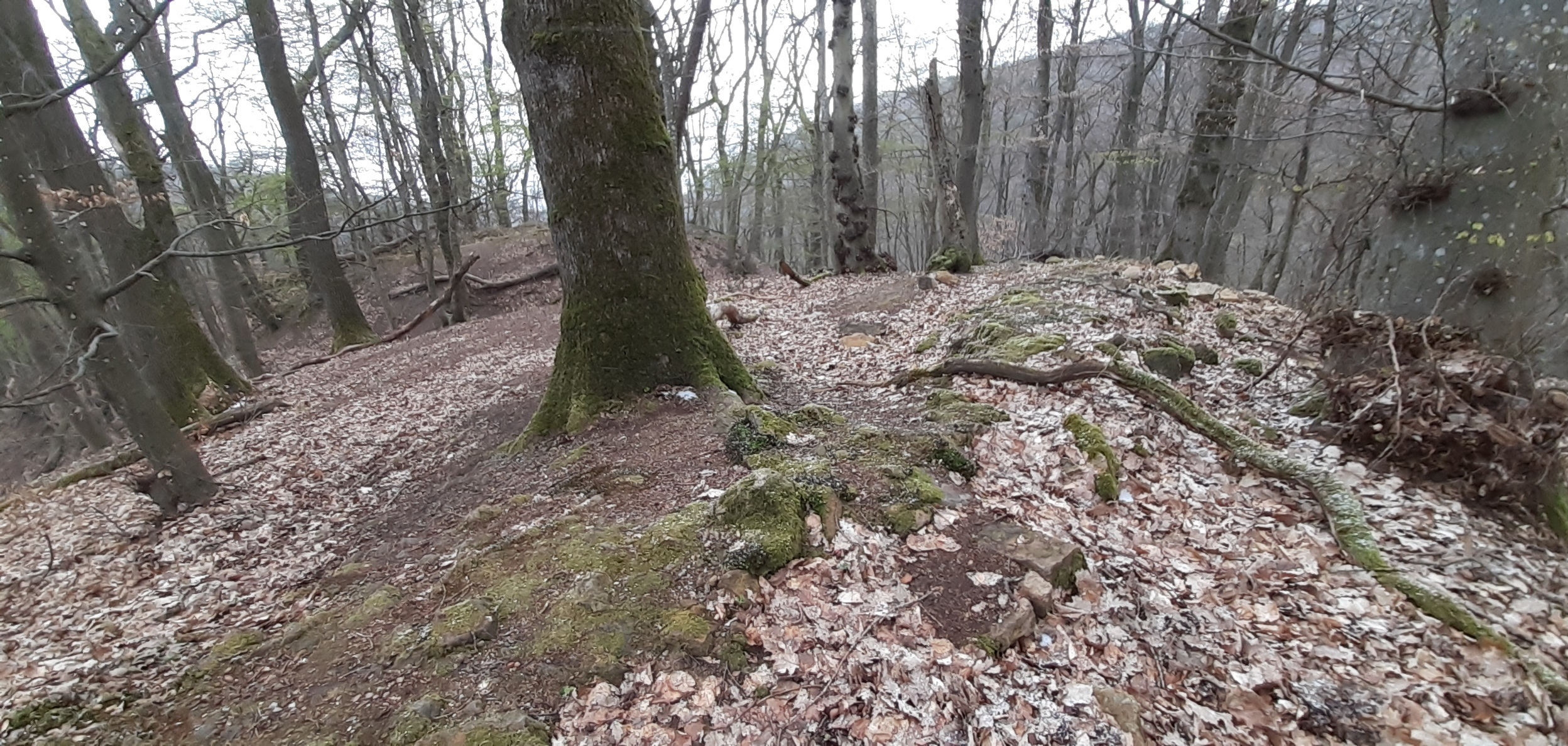
Querendes Mauerstück am westlichen Ende der Mittelburg
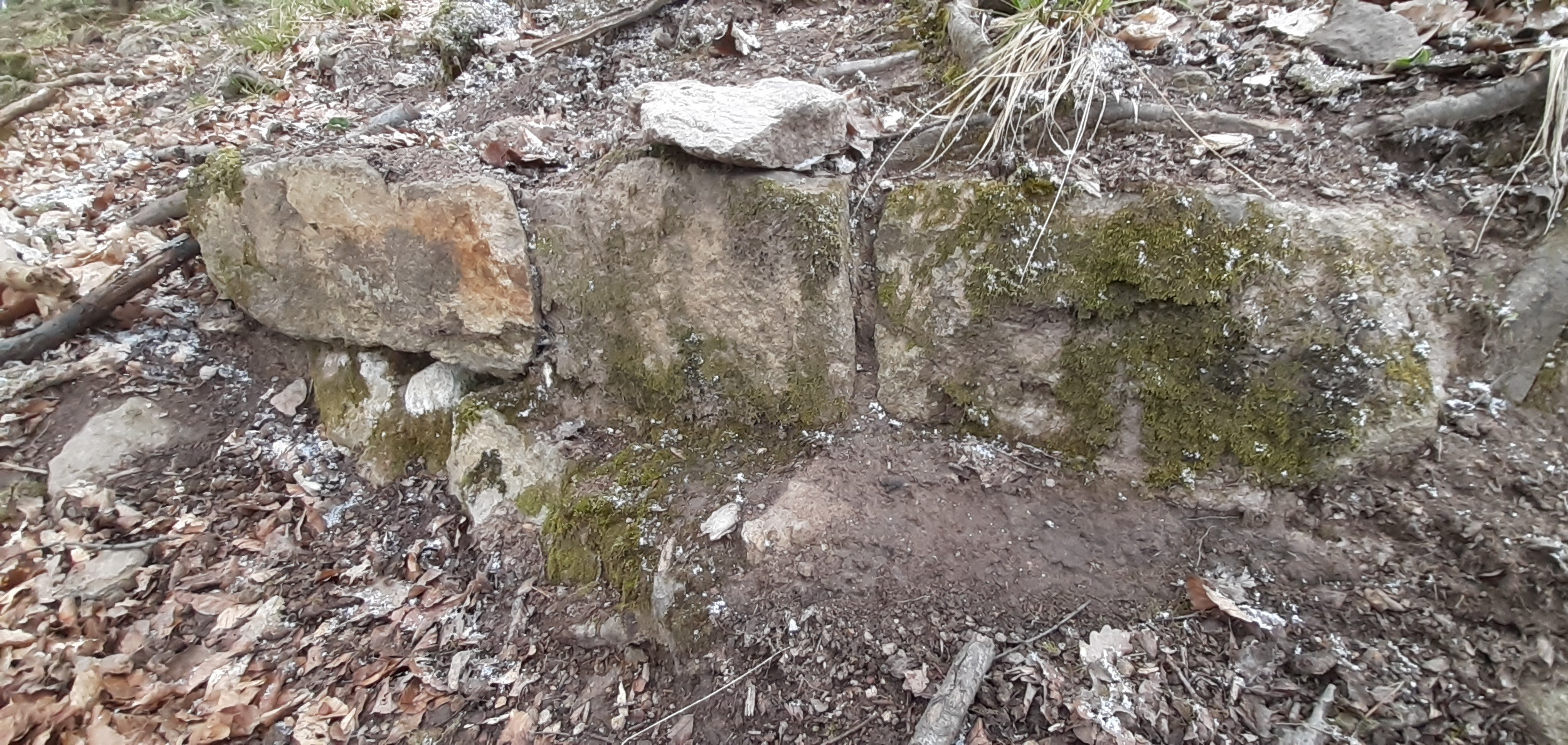
Mauerteil am Halsgraben zwischen Mittelburg und Westburg

### Gegenburg
In einer Entfernung von 270 m ostnordöstlich des östlichen Halsgrabens der Ostburg der Kronenburg liegen hangaufwärts die Überreste einer Schanze (Lage), die als Belagerungsschanze gedeutet wird. Sie ist im Außenmaß ca. 30 m × 30 m groß und wird zur Bergseite hin durch einen Halsgraben, einen Ringwall und einen zusätzlichen Ringgraben geschützt. Die Schanze hält sich im unteren Entfernungsbereich einer typischen Blidenschanze. Ein sich durch sie ziehender Mountainbike-Trail aus jüngerer Zeit hat sie stark gestört.